# Линейни кораби тип „Ню Йорк“
Ню Йорк (на английски: New York) са серия линейни кораби на САЩ. От проекта са построени две единици: „Ню Йорк“ (на английски: USS New York (BB-34)) и „Тексас“ (на английски: USS Texas (BB-35)). Петата серия американски дредноути, развитие на типа „Уайоминг“. Първите в света линкори с 356-мм артилерия. Благодарение на своя главен калибър към момента на влизането им в строй „Ню Йорк“ и „Тексас“ стават най-силните артилерийски кораби в света.

## История на проекта
Още на Нюпортската конференция от 1908 г. е взето решението за това, американските линкори да имат оръдия с калибър 356-мм. Немаловажна роля играят и постъпващите от чужбина сведения за поставянето на новите британски дредноути на оръдия с калибър 343-мм. За американските дредноути от програмата за 1909/1910 бюджетни години – бъдещите „Уайоминг“ и „Арканзас“ се разглеждат варианти за въоръжение с още неразработените 356-мм оръдия. Тогава от вариантите с 8 и 10 356-мм оръдия (проекти 404 и 502 съответно) се отказват в полза на варианта с 12 305-мм 50-калибрени оръдия (проект 601). Основната причина за такова решение са опасенията за неготовността на 356-мм оръдия към момента на влизането в строй на новите кораби.
При разработката на строителната програма за 1911 бюджетна година, към 26 април 1909 г., Генералния съвет на флота решава, че ще бъдат построени два линкора и е определено, че тяхната водоизместимост ще бъде 26 000 тонн. Проектната им скорост трябва да бъде увеличена до 21 възела. При това главният им калибър все още е неопределен. За това Бюрото по конструиране пристъпва към разработката на два варианта – проект 602 – линкор с 12 305-мм 50-калибрени оръдия (подобрение на проекта 601) и проекта 506 с 10 356-мм оръдия (продължение на проекта 502). Развитието на проекта 402 с 8 356-мм оръдия не се разглежда.
Основен се счита проектът с 356-мм оръдия, а проекта 602 се разработва като резервен. Известно време се разглежда трети вариант с 12 356-мм и 26 127-мм оръдия. Но от него се отказват в началото на 1910 г. Независимо от това, че на тон водоизместимост той обладава най-силното въоръжение, неговата стойност е прекомерна.
Разработката на новото 356-мм 45-калибрено оръдие е възложена на фирмата Midvale Steel Co. Поръчката е издадена на 14 януари 1909 г. и тя върви паралелно с разработката на 50-калибреното 305-мм оръдие. През ноември същата година опитните образци са доставени на поръчителя. През декември започват изпитанията, които показват, че опасенията са напразни. Независимо от наличието на дребни проблеми със снарядите и процеса на зареждане, на 12 март 1910 г., офицерът, отговарящ за изпитанията, издава рапорт за това, че оръдието обладава превъзходна кучност на боя.
Успешните стрелби с 356-мм оръдие, през януари 1910 г., водят до това, че работите над проекта 602 са спрени, макар официално те да продължават до 29 март 1910 г. За линкорите от 1911 г. окончателно е избран проектът 506. В системите за управление на артилерийския огън няма съществени изменения. Независимо от разбирането за увеличаващите се дистанции на боя, разполагането на централния артилерийски пост така си и остава над бронираната цитадела, което го прави достатъчно уязвим.
От гледна точка схемата на брониране и общата компоновка новите линкори повтарят типа „Уайоминг“. Американците, както и британците, се придържат към мнението, че защитата на линкора трябва да се проектира за противостоене на собствените снаряди. Ако за линкорите с 305-мм оръдия дебелината на главния броневи пояс трябва да съставлява 279 мм, то при прехода към 356-мм оръдия неговата дебелина трябва да бъде увеличена до 330 мм. Аналогична дебелина трябва да имат и стените на кулите на главния калибър и техните барбети. Увеличението на очакваните дистанции на стрелба до 10 км и повече също изисква увеличаване на хоризонталната защита.
Но в отведените лимити водоизместимост осигуряването на това се оказва невъзможно. Ако на проекта 502 се планира 330-мм пояс, то на проекта 506, заради увеличаването на проектната скорост с 0,5 възела, се налага намаляването му до новото на „Уайоминг“. Вариантът за по-дебел горен пояс до 330-мм, удебеляване на хоризонталното брониране, стените на кулите и барбетите не се разглежда сериозно, поради проблемите свързани с устойчивостта при увеличаването на високо разположеното тегло. Това се оказва възможно за осъществяване едва на линкорите от 1912 г. – типа „Невада“, за сметка на преминаването към схемата за брониране „всичко или нищо“. А на линкорите от 1911 г., по сравнение с „Уайоминг“, е решено само незначително да се увеличи дебелината на бронята на рубките.
В качеството на силова установка се разглеждат варианти за двувинтов кораб с парни турбини „Къртис“ и четиривинтов с турбини „Парсънс“. Потребната мощност нараства от 28 000 к.с. на „Уайоминг“ до 32 000 к.с. Увеличаването на дължината на отсеците заемани от силовата установка, при желанието да се остави неизменна дължината на бронираната цитадела, води до намаляването на дължината заемана от погребите. Поради това боезапасът е планирано да се намали до 75 снаряда на ствол.
Предварителният проект е даден за разглеждане на офицерите от флота през март 1910 г. Изказаните от тях забележки малко повлияват на съдбата на проекта за „Ню Йорк“, и повече са интересни от гледна точка изработването на облика на проекта за линкор за следващата 1912 г. Командващият Атлантическия флот, вицеадмирал Ситън Шредер, и инспекторът на флота по артилерийска практика, командер Л. С. Петмен, обръщат внимание на неудачното разположение на кула №3 между машинните и котелните отделения. Поради наличието на надстройки тя има неизгодни ъгли на обстрел. А според опита от „Делауеър“ наличието на паропроводи в района на погребите води до проблеми с разлитането на снарядите в залпа. Преместването и нататък към кърмата води до нежелателни напрежения в корпуса, а към преход на триоръдейни кули все още не се решават. Също така се отказват от предложенията на Шредер да се увеличи дебелината на покривите на кулите до 127 мм, а на задната стена до 254-мм поради проблеми с устойчивостта при добавянето на 110 високоразположени тона броня.
Изказват се предложения да се увеличи дебелината на горния пояс до дебелината на главния и той да се направи от цели високи плочи непрекъснат. Това би позволило да се получи мощна и здрава бронирана цитадела, но е решено, че усвояването на резерва от водоизместимост за допълнителната броня е невъзможно, поради допускането на нежелателното намаляване на устойчивостта от добавянето на високо тегло. Обраща се внимание на недостатъчната хоризонтална защита и на бронирането на централния артилерийски пост (ЦАП). Също са оставени без внимание нареканията за недостатъчната защита на рулевите механизми.
Поради проблемите с високото тегло също се отказват от предложенията да се разположат 127-мм оръдия на кули №2, 3 и 4. Експертите по торпедно въоръжение настояват за увеличение на броя торпедните тръби от две до четири. Това е направено, независимо от това, че е необходимо да се направят допълнителни отвори в бронираната противоторпедна преграда.
Изпитанията на първите серии дредноути показват и проблем със заливаемостта при свежо време. Той може да се реши с поставянето на прав форщевен или с използването на клиперска форма на носовата част. Но в първия случай това води до падане на скоростта с 0,2 възела, а във втория с 0,25. Проблемът, при неизменна мощност на силовата установка, може да се реши с удължаването на корпуса с 8 и 12 фута съответно. Но това води до увеличаване на масата на корпуса и в крайна сметка се отказват от тези варианти.
На 24 юни 1910 г. Конгресът санкционира, в рамките на 1911 бюджетна година, построяването на линкори №34 и 35. Един от тях трябва да се строи от държавна корабостроителница. Това решение е прието на фона на променилата се вътрешнополитическа обстановка. Заменилият Рузвелт на поста президент, Уилям Тафт, предлага да се намали военноморския бюджет с 10 милиона долара, в частност за сметка намаляването на размерите на новите линкори. За това настоява също и председателят на Военноморския комитет, сенаторът Юджин Хол. Във връзка с това само благодарение на усилията на Секретаря на флота, Джордж Мейер, за новите линкори са отделени по 7 млн. долара. Поръчката за линкор №34 получава New York Navy Yard – държавната корабостроителница в Бруклин. Тендерът за строителството на линкор №35, на 27 септември 1910 г., печели частната корабостроителница Newport News Shipbuilding & Drydock Co.
В процеса на строителството в проектът са внесени доста значителни изменения. Така например с дюйм, до 305 мм, е увеличена дебелината на главния броневи пояс. Решено е вместо 38-мм плочи стомана STS да се защити ЦАП с плочи от 152-мм броня. Но най-големите изменения са направени по отношение на силовата установка.
В началото на 1910 г. постъпват данните за сравнението на силовите установки на „Делауеър“ и „Норт Дакота“. Първият линкор е снабден с парни машини. Вторият – с турбини „Къртис“. Резултатите показани от кораба с парни турбини се оказват обезкуражаващи. Ако „Делауеър“ според разчетите на 10 възела може да преодолее 9650 мили, то неговия систършип, на същата скорост, едва 6560 мили. Такава далечина на плаване не е достатъчна за това, че да може да се преодолее разстоянието от западното крайбрежия на САЩ до Филипините без дозареждане. САЩ строят океански флот и изискването с един преход да може да се пресече Тихия океан е едно от основните за флота.
Производителите на силовите установки не успяват да убедят флота на САЩ в това, че ще могат да създадат в близко време турбини с нужната икономичност. За това разработчиците принудително поемат парадоксална стъпка. Те се отказват от турбините в полза на парната машина. За сметка на това, че винтовете им работят на по-изгодни режими, потребната мощност намалява до 28 100 к.с. Силовата установка успяват да впишат в по-малък обем и оръдейните погреби са увеличени до обема на предшествениците.

## Конструкция

### Корпус
Типът „Ню Йорк“ конструктивно е увеличен вариант на типа „Уайоминг“ – нормалната водоизместимост нараства с 1000 тона и за сметка на това се увеличават и линейните размери.
Нормалната водоизместимост достига 26 455 т, пълната – 27 933 т. Дължината между перпендикулярите – 174,77 м, ширината по водолинията – 29,05 м. Височината на борда в района на мидъла – 14,85 м, проектното газене – 8,7 м. Фактическото газене при нормална водоизместимост съставлява 8,5 м, метацентричната височина – 1,99 м. При пълна водоизместимост газенето съставя 8,93 м, метацентричната височина – 2,09 м(във флота на САЩ, поради стремеж да не се допуска преобръщане при наводняване, предпочитат по-голяма метацентрична височина, което води до рязко бордово люлеене). На един дюйм (25,4 мм) газене в района на КВЛ се отнасят 91,7 тона водоизместимост.
Както и на „Уайоминг“, корпусът е гладкопалубен с плавен подем на палубата от кърмата към носа – при проектното газене от 8,7 м бордът се извисява над водолинията на ниво 8,1 м в носовата част и 5,5 м в кърмовата.
Традиционно за американските дредноути корпусът има достатъчно пълни обводи – коефициентът на обща пълнота на корпуса е 0,616, a при практически правоъгълният мидъл коефициентът на пълнота при мидъл шпангоута е 0,977. Дъното е плоско, без килевост. Общото тегло на корпуса, заедно с арматурата съставлява 11 062,8 тона. Конструкцията на корпуса е твърда и здрава, в съответствие с високите изисквания на американския флот. Наборът на корпуса е осъществен по напречната схема. 140 шпангоута вървят с шпация от 4 фута (1219 мм). Основният конструкционен материал е меката корабостроителна стомана MS. На отговорните места се използва високоякостната стомана HTS. Сглобяването е осъществено чрез нитоване.
Корпусът е разделен от 21 водонепроницаеми прегради на 22 отсека. Три палуби – горната, батарейната и жилищната вървят по цялата дължина на кораба. Първите две са с подем. Главната бронирана или жилищната палуба върви паралелно на кила, на 9,3 м над него, намирайки се на 0,56 м над водолинията при проектната водоизместимост. Поради нарастващото разстояние между батарейната и жилищната палуби, от бойната рубка в носовия край, има междинна „полупалуба“. В кормовия край главната бронева палуба има карапасен участък над рулевия отсек. Четвъртата и петата палуби – горна и долна платформи вървят от форщевена, прекъсвайки в района на котелните и машинните отделения, продължавайки към кърмата до рулевия отсек. Най-долната е палубата на трюма. Под нея е разположено двойното дъно, простиращо се по цялата дължина на кораба и по бордовете изкачващо се до нивото на третата палуба.

### Силова установка
Две вертикални 4-цилиндрови парни машини с тройно разширение, които работят към два винта. Диаметрите на цилиндрите на машините съставляват: за високо налягане – 990,6 мм, за средно налягане −1600,2 мм и на всеки от двата ниско налягане по 2108,2 мм; ходът на буталото е 1219,2 мм. По проект мощността на машините е 28 100 индикаторни к.с. Машините имат система за принудително (автоматично) смазване. 14 котела „Babcock & Wilcox“, 8 от тях с паропрегреватели. Масата на машинната установка е 2311,3 т.
Скорост на изпитанията: „Тексас“ – 21,13 възела при мощност на машините 28 850 к.с.
Максимален запас гориво: 2960,4 т въглища и 463,5 т нефт.
Нормалния запас е 1973 т въглища.
Четири турбогенератора с мощност по 300 кВт изработват постоянен ток с напрежение от 120 волта.

### Брониране
Главният брониран пояс и броневите траверси са направени от круповска броня. Вертикалната броня е клас „А“, марка СКС (Carnegie-Krupp Cemented) на Витлеемската стоманолеярна корпорация и броня клас „А“ също произвеждана от компанията „Карнеги“, доставяща и бронята за броненосеца „Ретвизан“ и клас „В“ производство на фирмата „Мидвейл“ (Midvale Non-Cemented), тип Mk-1. Бронезащитата на американските линкори от типовете „Невада“, „Ню Йорк“ и „Уайоминг“, особено на типа „Уайоминг“, напомня кърпено одеяло, „съшито“ от материали с разнично качество, на различни марки и производители.
Спрямо резултатите на изпитания със стрелба по бронята характеристиките ѝ се показват като недостатъчни, което води до последващи изследвания и подобрения в качеството на материала за бронята. В резултат на изследванията е създадена новата марка броня Class A – Mk 2. Тя се произвежда от „Бетълхем Айрън Уоркс“ и е поставяна на последващите типове дредноути, започвайки от типа „Пенсилвания“.
Схемата на защита практически повтаря схемата използвана при „Уайоминг“, само на някои места бронята е усилена.
Нараства от 11 до 12 дюйма дебелината на долния пояс, защитаващ цитаделата по вадолинията.
Дебелината на вертикалната броня на кулите достига 356 мм – за челната плоча, страничните и задната плочи имат дебелина 203 мм, покривите на кулите се защитават от 102-мм плочи STS. За всяка една кула от „Ню Йорк“ и „Тексас“ има по 128 т броня.
Под вадолинията „Ню Йорк“ и „Тексас“ имат определен брой проходи и врати в преградите (през 1918 г. на това обръщат внимание британските съюзници). Това, в случай на подводни взривове, води до деформация на касите на вратите, което повлича след себе си загуба на херметичност и обширни наводнявания.

### Въоръжение
Главният калибър на линкорите съставляват десет 356-мм/45 оръдия Marks 2 и 4, с боекомплект по 100 снаряд на оръдие. Първоначалният вариант за тяхното скрепяване се оказва не много надежден. Като следствие, стволовете им страдат от прекомерно провисване. Живучестта на ствола първоначално съставлява около 150 изстрела с пълен заряд. За това оръдие американците избират комбинацията „лек снаряд / висока скорост“, за това се използват леките, по 635 кг, снаряди с висока начална скорост от 790 м/с. Той има дължина 1255 мм (3,5 калибра) и взривател със задръжка от 0,035 секунди. Бойният му заряд тежи 13,4 кг, което съставлява 2,1% от общата маса на снаряда. Тизи бронебойни снаряди, така както и снарядите на Япония и Британия, са чувствителни към ъгъла на среща с броневата преграда. Бронепробиваемостта им по вертикална преграда, на дистанции до 25 кб., е по-голяма, а на дистанциите над 25 съответства на британския 635 кг снаряд за 13,5" оръдия. Ако отклонение от нормалата превишава 20°, то преобладава вероятността от рикошет, а при малките дистанции и от разрушаване на корпуса (снарядната чаша). Такива оръдия, със същите снаряди стоят и на британските монитори от типа „Абъркромби“, британците, поради прекомерно лошата им кучност на боя, несъответстваща на стандартите на флот, и ниска живучест на оръдията са принудени да използват олекотени заряди.
Противоминната батарея се състои от 21 127-мм/51 оръдия, което е фактическо повторение на неудачното разположение на тези оръдия, както при предходните линкори.

## Представители на проекта
| Название                       | Корабостроителница | Заложен              | Спуснат на вода     | Влизане в строй  | Съдба                                         |
| ------------------------------ | ------------------ | -------------------- | ------------------- | ---------------- | --------------------------------------------- |
| „Ню Йорк“ USS New York (BB-34) | New York Navy Yard | 11 септември 1911 г. | 30 октомври 1912 г. | 15 април 1914 г. | потопен на 8 юли 1948 г. близо до Пърл Харбър |
| „Тексас“ USS Texas (BB-35)     | Newport News       | 17 април 1911 г.     | 18 май 1912 г.      | 12 март 1914 г.  | Кораб-музей от 1948 г.                        |

## Оценка на проекта
„Ню Йорк“ спрямо най-добрите чуждестранни аналози. Това са британските линкори от типа „Айрън Дюк“ и германските тип „Кьониг“, които влизат в строй през същата 1914 г. Първите са доста близки по своите бойни характеристики до „Ню Йорк“ и „Тексас“. Схемата за разполагане на главния калибър, при всички изброени типове линкори, е приблизително еднаква. Разположението на петата (средна) кула, при тези кораби, е критикувано, но към онова време едва ли може да се предложи някакво много по-удачно разполагане на петата кула. Ако броя на кулите превишава четири, то, както показва опита, въвеждането на всяка една допълнителна кула води до „коствени жертви“ – намаляване на ъглите на обстрел на оръдията, усложняване на компоновката на устройствата и системите на кораба. Чаусов (автор който пише за американските линкори) отбелязва известно превъзходство на „Ню Йорк“. Авторите пишещи за британските дредноути считат, че „Железният Херцог“ и неговите систършипове, към момента на влизане в строй, са малко по-добри. Следствие от тактическите доктрини на Германия и САЩ става явното превъзходство на „Ню Йорк“ над „Кьониг“ в условията на далечен бой и явната слабост в случай на близък.
Към 1914 г. 356-мм оръдия има само на японските линейни крайцери тип „Конго“. Появата на кораби въоръжени с подобни оръдия въвежда американския флот в световната „висша лига“ и позволява на „Ню Йорк“ и „Тексас“, за кратко, да станат „човек на деня“, носещи короната на най-силните кораби в света.
|                                              | „Ню Йорк“                      | „Уайоминг“                  | „Айрън Дюк“                            | „Дерфлингер“                       | „Кьониг“                            |
| -------------------------------------------- | ------------------------------ | --------------------------- | -------------------------------------- | ---------------------------------- | ----------------------------------- |
| Заложен                                      | 1911                           | 1909                        | 1912                                   | 1912                               | 1911                                |
| Влиза в строй                                | 1914                           | 1912                        | 1914                                   | 1914                               | 1914                                |
| Водоизместимост, нормална, т                 | 27 432                         | 26 416                      | 25 400                                 | 26 600                             | 25 390                              |
| Пълна, т                                     | 28 820                         | 27 680                      | 30 032                                 | 31 200                             | 29 200                              |
| Тип СУ                                       | ПМ                             | ПТ                          | ПТ                                     | ПТ                                 | ПТ                                  |
| Мощност, к.с.                                | 28 100                         | 28 000                      | 29 000                                 | 63 000                             | 31 000                              |
| Пълна скорост, въз.                          | 21                             | 20,5                        | 21,25                                  | 26,5                               | 21                                  |
| Максимална скорост, въз.                     | 21,13                          | 21,2                        | 21,5 – 22,0                            | 25,5 – 26,5                        | 21,2 – 21,3                         |
| Пълен запас гориво                           | 2960,4 т въглища, 463,5 т нефт | 2698 т въглища, 458 т нефт  | 3302 т въглища, 1067 т нефт            | 3500 т въглища, 1000 т нефт        | 3000 т въглища, 600 т нефт          |
| Далечина на плаване, мили (на скорост, въз.) | 7684 (12)                      | 6680 (10)                   | 4500 (20) 8100 (12)                    | 5600 (14)                          | 6800 (12)                           |
| Брониране, мм                                |                                |                             |                                        |                                    |                                     |
| Пояс                                         | 305                            | 279                         | 305                                    | 300                                | 350                                 |
| Палуба                                       | 35 – 63                        | 35 – 63                     | 45 – 89                                | 50 – 80                            | 60 – 100                            |
| Кули                                         | 356                            | 305                         | 279                                    | 270                                | 300                                 |
| Барбети                                      | 305 – 254                      | 254                         | 254                                    | 260                                | 300                                 |
| Рубка                                        | 305                            | 292                         | 279                                    | 300                                | 350                                 |
| Схема на въоръжението                        |                                |                             |                                        |                                    |                                     |
| Въоръжение                                   | 5×2 356/45 21×1×127/51 4 ТА    | 6×2×305/50 21×1×127/51 2 ТА | 5×2×343/45 12×152-мм/45 4×1 47-мм 4 ТА | 4×2×305/50 12×1×150/45 4×1×88 4 ТА | 5×2×305/50 14×1×150/45 10×1×88 5 ТА |

В периода 1915 – 1916 г. Гранд Флийт и Флота на откритото море получават 15-дюймови линкори, в състава на ВМС на Япония се появява „Фусо“. Всички те са по-големи и силни.

## Коментари
1. ↑  Калибровката на палубните плочи се прави във фунтове – пропорционално на масата на един квадратен фут броневи лист. При това 40-фунтовата броня съответства на дебелина от 0,98”, или 24,9 мм. Много често в литературата се среща закръгление до дюймове или кратни части на дюйма, което след това направо се превежда в милиметри.
2. ↑  За британските и американските кораби в източниците водоизместимостта е дадена в дълги тонове, за това тук тя е преизчислена в метрични тонове.